# 達納火山

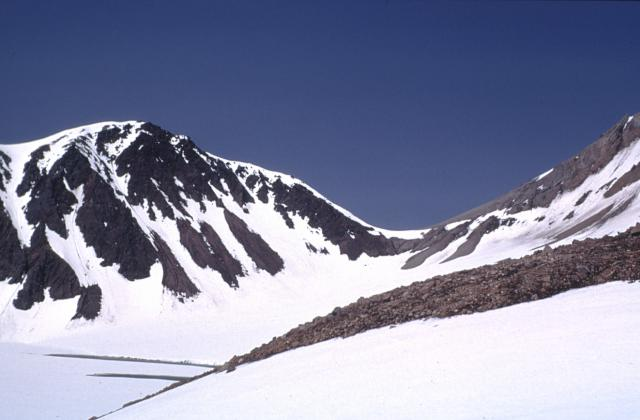

達納火山是美國的火山，位於阿拉斯加半島，由阿拉斯加州負責管轄，距離安克雷奇893公里，海拔高度1,354米，最近一次火山噴發在公元前1890年發生。